# Sheridan (Indiana)
Sheridan és una població dels Estats Units a l'estat d'Indiana. Segons el cens del 2006 tenia 2.691 habitants.

## Demografia
Segons el cens del 2000, Sheridan tenia 2.520 habitants, 930 habitatges, i 629 famílies. La densitat de població era de 737,1 habitants/km².
Dels 930 habitatges en un 36,6% hi vivien nens de menys de 18 anys, en un 51,2% hi vivien parelles casades, en un 11,3% dones solteres, i en un 32,3% no eren unitats familiars. En el 27,6% dels habitatges hi vivien persones soles el 14,4% de les quals corresponia a persones de 65 anys o més que vivien soles. El nombre mitjà de persones vivint en cada habitatge era de 2,58 i el nombre mitjà de persones que vivien en cada família era de 3,17.
Per edats la població es repartia de la següent manera: un 29,1% tenia menys de 18 anys, un 8,4% entre 18 i 24, un 29,4% entre 25 i 44, un 18,8% de 45 a 60 i un 14,2% 65 anys o més.
L'edat mediana era de 34 anys. Per cada 100 dones de 18 o més anys hi havia 83,2 homes.
La renda mediana per habitatge era de 38.390$ i la renda mediana per família de 51.017$. Els homes tenien una renda mediana de 40.288$ mentre que les dones 26.544$. La renda per capita de la població era de 17.802$. Entorn del 2,7% de les famílies i el 5,9% de la població estaven per davall del llindar de pobresa.

## Poblacions més properes
El següent diagrama mostra les poblacions més properes.